# Magdalena Sobkowiak-Czarnecka
Magdalena Maria Sobkowiak-Czarnecka (ur. 20 maja 1984 w Poznaniu) – polska dziennikarka radiowa i telewizyjna związana głównie z Telewizją Polsat i Telewizją Polską. Od 2024 podsekretarz stanu ds. europejskich w Kancelarii Prezesa Rady Ministrów.

## Życiorys
Córka Jacka i Małgorzaty. Jest absolwentką Wydziału Gospodarki Międzynarodowej Uniwersytetu Ekonomicznego w Poznaniu. Ukończyła studia podyplomowe z zarządzania i dyplomacji na Collegium Civitas w Warszawie. Absolwentka kursu dziennikarstwa multimedialnego organizowanego przez agencję Reuters w Londynie. Uczestniczka The German Marshall Fund Brussels Forum’s Young Proffesionals Summit. Absolwentka programu Democracy Institute Leadership Academy w CEU.
Karierę dziennikarską rozpoczynała w 2006 w poznańskim studenckim radiu RMI FM. W 2007 związała się z poznańskim oddziałem TV Biznes, gdzie pracowała jako reporter i prezenter telewizyjny. Od 2008 była dziennikarką telewizji Polsat, gdzie jako reporter przygotowywała materiały dziennikarskie dla Wydarzeń i Polsat News. Okazjonalnie współpracowała z CNN.
W 2009 rozpoczęła pracę dla Telewizji Polskiej jako reporter polityczny Panoramy w TVP2. Gospodarz programów politycznych Gość poranka i Po przecinku w TVP Info. Relacjonowała m.in. wizyty zagraniczne prezydenta RP Bronisława Komorowskiego, oraz prezesa Rady Ministrów Donalda Tuska. Była wysłannikiem Telewizji Polskiej na wybory prezydenckie w Stanach Zjednoczonych w 2012. Relacjonowała 10. rocznicę zamachów na WTC w Nowym Jorku.
W latach 2015–2016 korespondentka TVP w Brukseli. Relacjonowała dla Wiadomości TVP i Panoramy TVP2 oraz TVP Info wydarzenia związane z funkcjonowaniem Unii Europejskiej. W tym czasie relacjonowała m.in. wybory parlamentarne w Wielkiej Brytanii w 2015, zamachy terrorystyczne w Paryżu w 2015, oraz zamachy terrorystyczne w Brukseli w 2016. Przeprowadzała wywiady do programu Minęła dwudziesta w TVP Info i materiały reporterskie dla programu Świat się kręci w TVP1. W 2016 zrezygnowała z pracy w Telewizji Polskiej.
W 2016 rozpoczęła pracę w Komisji Europejskiej w Brukseli jako specjalista do spraw informacji i komunikacji w obszarze polityki obronnej i kosmicznej Unii Europejskiej.
W 2019 została szefową zespołu doradców prezesa Polskiego Stronnictwa Ludowego Władysława Kosiniaka-Kamysza, w 2020 została szefową jego sztabu wyborczego w wyborach prezydenckich. 
Prezeska stowarzyszenia Kobiety w Centrum. Członkini Rady Programowej Forum Ekonomicznego w Karpaczu. W latach 2019–2025 była międzynarodowym sekretarzem PSL.
4 stycznia 2024 została powołana na funkcję podsekretarza stanu ds. europejskich w Kancelarii Prezesa Rady Ministrów, nadzorującą przygotowania Polski do sprawowania prezydencji w Radzie Unii Europejskiej w I połowie 2025.